# Antiserbisme

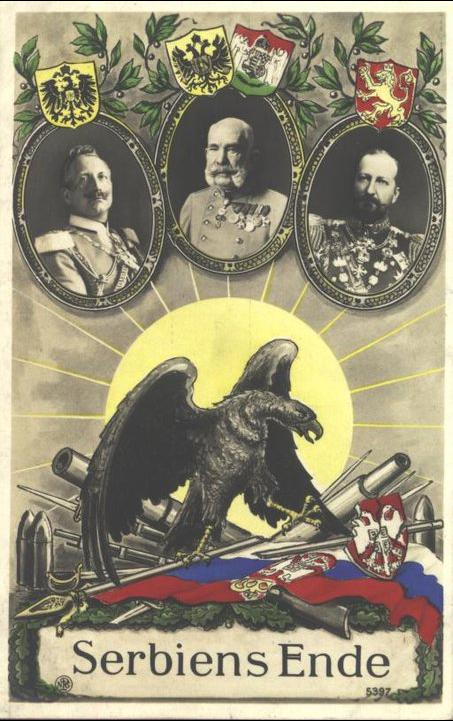
Serbiens ende (« La fin de la Serbie »), carte postale de propagande commémorant la victoire des puissances centrales sur la Serbie en 1915.

L'antiserbisme le sentiment anti-serbe ou serbophobie  (serbe: србофобија / srbofobija) est une vision généralement négative des Serbes en tant que groupe ethnique. Historiquement, cela a été une base pour la persécution des Serbes de souche.
Une forme distinctive de sentiment anti-serbe est le sentiment anti-serbe, qui peut être défini comme une vision généralement négative de la Serbie en tant qu'État-nation pour les Serbes. Une autre forme de sentiment anti-serbe est une vision généralement négative de la Republika Srpska, l'entité à majorité serbe en Bosnie-Herzégovine.
Le partisan historique le plus connu du sentiment anti-serbe était le Parti croate du droit des XIXe et XXe siècles. Les éléments les plus extrémistes de ce parti sont devenus les Oustachis du royaume de Yougoslavie, une organisation fasciste croate arrivée au pouvoir pendant la Seconde Guerre mondiale et qui a institué des lois raciales ciblant spécifiquement les Serbes, les Juifs, les Roms et les dissidents. Cela a abouti au génocide des Serbes et des membres d'autres groupes minoritaires qui vivaient dans l'État indépendant de Croatie.

## Exemples d'antiserbisme
Selon ceux qui utilisent le terme, l'antiserbisme peut aller de la haine individualisée à la persécution institutionnalisée.
- Un exemple de serbophobie est l'utilisation du jingle Alle Serben müssen sterben (« Tous les Serbes doivent mourir »), devenu populaire à Vienne en 1914.
- L'usage du terme « Valaque », au même titre que l'usage du terme « Chetnik » comme désignation péjorative pour tout ce qui touche aux Serbes (au lieu de désigner uniquement le mouvement paramilitaire serbe), est fréquent chez les Croates et les Bosniaques, pendant et après la guerre yougoslave des années 1990.
- Za dom spremni ! est une salutation croate qui suscite la controverse en raison de son utilisation pendant la Seconde Guerre mondiale par le mouvement oustachi. C'était similaire au Sieg Heil nazi ![1].

## Antiserbes notables
- Ante Pavelić
- Josip Frank
- Ivan Saric
- Vasil Radoslavov

## Histoire

### Turcs et Albanais dans le Vilayet du Kosovo ottoman
Le sentiment anti-serbe dans le Vilayet du Kosovo s'est accru à la suite des conflits ottoman-serbe et ottoman-grec au cours de la période 1877-1897. Avec la bataille de Vranje en 1878, des milliers de soldats ottomans-albanais et de civils albanais se sont retirés dans la partie orientale du Vilayet du Kosovo, tenu par les Ottomans. Ces personnes déplacées connues sous le nom de (Alb. muhaxhirë, turc. muhacir, serbe. muhadžir) étaient très hostiles envers les Serbes dans les zones où elles se retiraient, étant donné qu'elles avaient été expulsées de la région de Vranje en raison de la guerre ottomane. Cette animosité a alimenté le sentiment anti-serbe qui a conduit les Albanais à commettre des atrocités généralisées , notamment des meurtres, des pillages et des viols contre des civils serbes sur l'ensemble du territoire, y compris dans certaines parties de Pristina et de Bujanovac.
Les atrocités contre les Serbes dans la région ont également culminé en 1901 après que la région ait été inondée d'armes non restituées aux Ottomans après la guerre gréco-turque de 1897. Les Albanais ont commis de nombreuses atrocités, notamment : massacres, viols, pillages et expulsions de Serbes. dans la région de Pristina et du nord du Kosovo. David Little suggère que les actions des Albanais à l'époque constituaient un nettoyage ethnique alors qu'ils tentaient de créer une zone homogène exempte de Serbes chrétiens.

### Bulgares en Macédoine ottomane

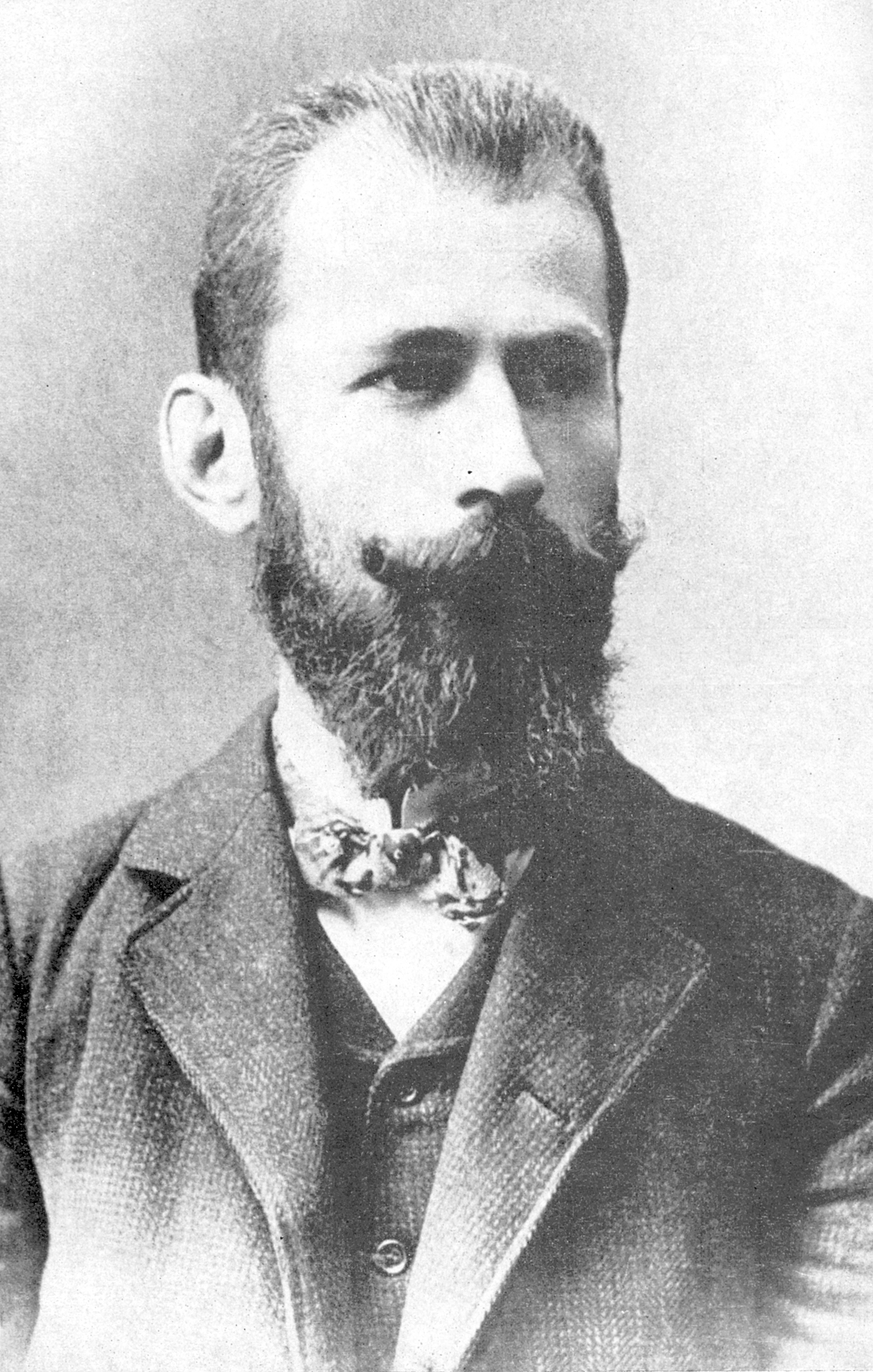
Damé Grouev a déclaré que "les Serbes seront expulsés de Macédoine par le feu et l'épée".

La Société contre les Serbes était une organisation nationaliste bulgare, créée en 1897 à Thessalonique , dans l'Empire ottoman. Les militants de l'organisation étaient à la fois des « centralistes » et des « vrhovnistes » des comités révolutionnaires bulgares (l'Organisation révolutionnaire interne macédonienne et le Comité suprême macédonien-Adrianople) et, en 1902, ils avaient assassiné au moins 43 personnes et en avaient blessé 52 autres, propriétaires d'écoles serbes, enseignants, le clergé orthodoxe serbe et d'autres Serbes notables de l'Empire ottoman. Les Bulgares utilisaient également le terme « Serbomans" pour les personnes d'origine non serbe, mais avec l'autodétermination serbe en Macédoine.

### Italie fasciste
Dans les années 1920, les fascistes italiens accusaient les Serbes d'avoir des « pulsions ataviques » et affirmaient que les Yougoslaves conspiraient ensemble au nom de « la maçonnerie du Grand Orient et de ses fonds ». Une affirmation antisémite était que les Serbes faisaient partie d'un « complot internationaliste juif social-démocrate et maçonnique ». Benito Mussolini considérait non seulement les Serbes mais l'ensemble de la « race slave » comme inférieure et barbare. Il a identifié les Yougoslaves comme une menace pour l'Italie et a affirmé que la menace avait rallié les Italiens à la fin de la Première Guerre mondiale.

### Croatie

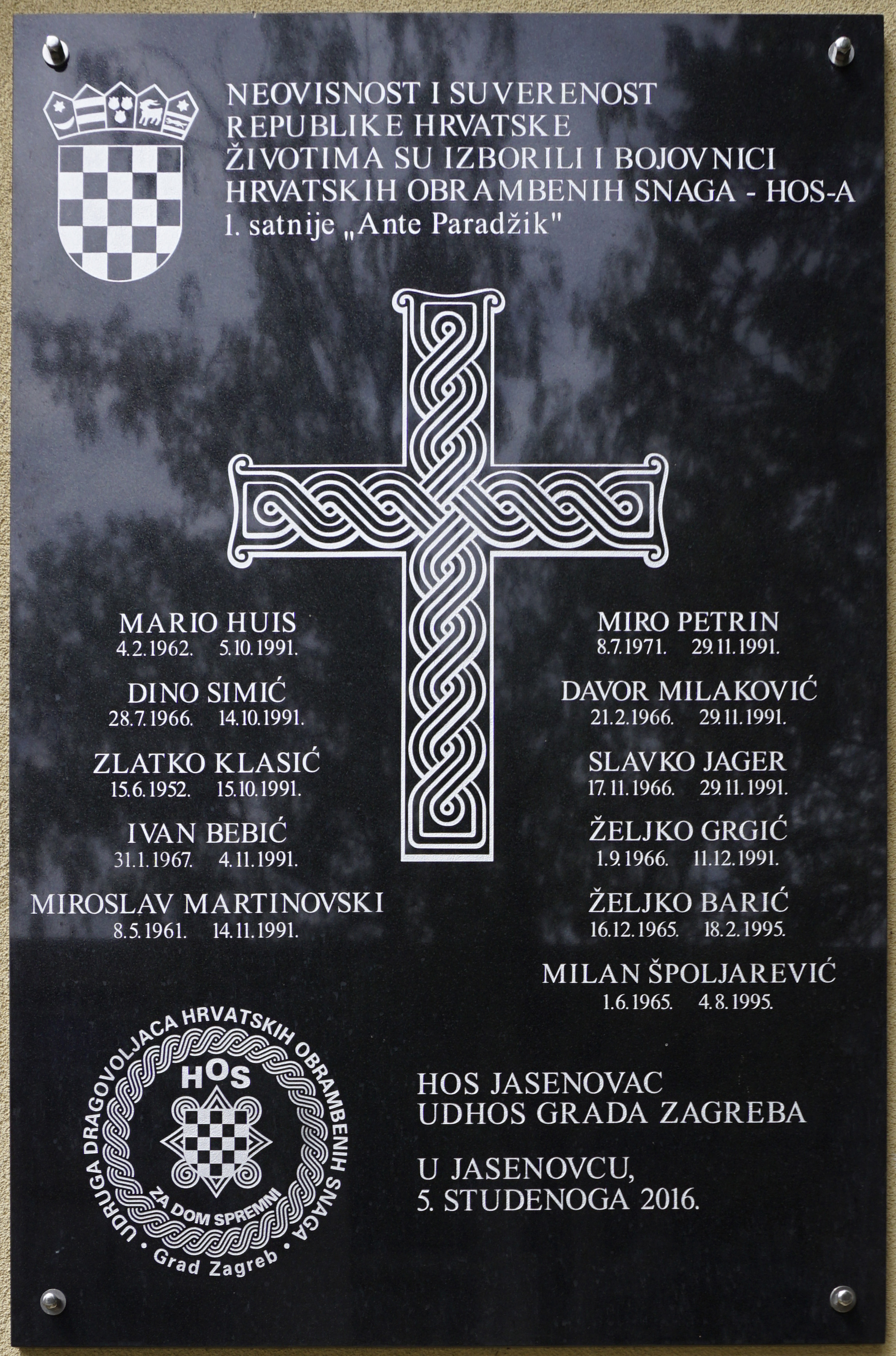
Plaque commémorative controversée à Jasenovac avec le salut croate Oustachi Za dom spremni

La propagande nationaliste croate, en particulier les groupes soutenus par l'Église catholique, prône souvent des opinions anti-serbes. Les relations entre Croates et Serbes ont été tendues dès le début de l’État yougoslave. Les opposants à l'unification yougoslave au sein de l'élite croate ont dépeint les Serbes de manière négative, comme des hégémonistes et des exploiteurs, introduisant la serbophobie dans la société croate. Il a été rapporté qu'à Lika, il y avait de graves tensions entre Croates et Serbes. Dans Osijek d'après-guerre, le chapeau Šajkača a été interdit par la police mais la casquette austro-hongroise était portée librement, et dans l'école et le système judiciaire, les Serbes orthodoxes étaient qualifiés de « grecs-orientaux ».
Un rapport de 1993 de la Commission sur la sécurité et la coopération en Europe indiquait que la politique centraliste de Belgrade à l'égard du royaume de Yougoslavie avait conduit à une augmentation du sentiment anti-serbe en Croatie.
En 2015, Amnesty International a rapporté que les Serbes de Croatie continuaient d'être victimes de discrimination dans l'emploi du secteur public et dans la restitution des droits de location des logements sociaux libérés pendant la guerre. En 2017, ils ont de nouveau souligné que les Serbes étaient confrontés à d'importants obstacles à l'emploi et à des obstacles pour récupérer leurs biens. Amnesty International a également déclaré que le droit d'utiliser les langues et les écritures minoritaires restait politisé et non mis en œuvre dans certaines villes et que la rhétorique nationaliste accrue et les discours de haine contribuaient à accroître l'intolérance et l'insécurité ethniques.
Marko Perković et le groupe Thompson ont créé la controverse en interprétant des chansons qui glorifient ouvertement le régime oustachi et le génocide des Serbes. Le groupe a interprété Jasenovac i Gradiška Stara, qui célèbre les massacres de Jasenovac et Stara Gradiška, qui comptaient parmi les plus grands camps d'extermination d'Europe.

### Monténégro
Selon l'enquête de 2017 menée par le Conseil de l'Europe en coopération avec le Bureau du médiateur de l'État , 45 % des personnes interrogées ont déclaré que les expériences de discrimination religieuse et la perception de discrimination étaient les plus élevées parmi les membres de l'Église orthodoxe serbe, tandis que les Serbes étaient confrontés à beaucoup plus de discrimination que les autres communautés ethniques.